# Ясловскі Богуниці
Ясловскі Богуниці (словац. Jaslovské Bohunice) — село, громада округу Трнава, Трнавський край. Кадастрова площа громади — 20.08 км².
Населення 2369 осіб (станом на 31 грудня 2020 року).

## Історія
Ясловске Богуниці згадуються 1113 року.

## Географія
Протікає Дубовський потік.

## Населення
| Рік:            | 1994. | 2004.    | 2014.    | 2024.    |
| --------------- | ----- | -------- | -------- | -------- |
| Кількість осіб: | 1656  | 1848     | 2124     | 2433     |
| Різниця:        |       | +11,59 % | +14,93 % | +14,54 % |

| Рік:            | 2023. | 2024.   |
| --------------- | ----- | ------- |
| Кількість осіб: | 2415  | 2433    |
| Різниця:        |       | +0,74 % |